# Sekretarze stanu Stanów Zjednoczonych
Sekretarz stanu Stanów Zjednoczonych (ang. United States Secretary of State) – członek rządu federalnego Stanów Zjednoczonych zarządzający Departamentem Stanu Stanów Zjednoczonych. Jego stanowisko jest powszechnie uważane za amerykański odpowiednik ministra spraw zagranicznych.

## Lista sekretarzy stanu Stanów Zjednoczonych
Osoba pełniąca obowiązki sekretarza stanu
| Ostatni sekretarz spraw zagranicznych. Nadzorował departament stanu od jego utworzenia do czasu objęcia urzędu przez Thomasa Jeffersona. Od 26 września 1989 Prezes Sądu Najwyższego Stanów Zjednoczonych. |

| Nominowany 26 września 1789(dts) |

| Sekretarz wojny Stanów Zjednoczonych |

| Prokurator generalny Stanów Zjednoczonych |

| Nominowany 13 maja 1800(dts) |

| Prezes Sądu Najwyższego Stanów Zjednoczonych |

| Prokurator generalny Stanów Zjednoczonych |

| Nominowany 5 marca 1800(dts) |

| Nominowany 2 kwietnia 1811(dts) |

| Pełniący obowiązki Sekretarza wojny Stanów Zjednoczonych |

| Główny urzędnik Departamentu Stanu Stanów Zjednoczonych |

| Prokurator generalny Stanów Zjednoczonych |

| Nominowany 5 marca 1817(dts) |

| Główny urzędnik Departamentu Stanu Stanów Zjednoczonych |

| Nominowany 6 marca 1829(dts) |

| Nominowany 27 czerwca 1834(dts) |

| Główny urzędnik Departamentu Stanu Stanów Zjednoczonych |

| Nominowany 5 marca 1841(dts) |

| Prokurator generalny Stanów Zjednoczonych |

| Główny urzędnik Departamentu Stanu Stanów Zjednoczonych |

| Sekretarz Marynarki Wojennej Stanów Zjednoczonych |

| Prokurator generalny Stanów Zjednoczonych |

| Nominowany 6 marca 1844(dts) |

| Nominowany 6 marca 1845(dts) |

| Nominowany 7 marca 1849(dts) |

| Nominowany 22 lipca 1850(dts) |

| Sekretarz wojny Stanów Zjednoczonych |

| Główny urzędnik Departamentu Stanu Stanów Zjednoczonych |

| Nominowany 7 marca 1853(dts) |

| Główny urzędnik Departamentu Stanu Stanów Zjednoczonych |

| Nominowany 5 marca 1853(dts) |

| Nominowany 11 marca 1869(dts) |

| Nominowany 5 marca 1881(dts) |

| Nominowany 12 grudnia 1881(dts) |

| Nominowany 6 marca 1885(dts) |

| Nominowany 5 marca 1889(dts) |

| Asystent sekretarza stanu Stanów Zjednoczonych |

| Asystent sekretarza stanu Stanów Zjednoczonych |

| Nominowany 7 marca 1893(dts) |

| Asystent sekretarza stanu Stanów Zjednoczonych |

| Nominowany 8 czerwca 1895(dts) |

| Nominowany 5 marca 1897(dts) |

| Nominowany 26 kwietnia 1898(dts) |

| Drugi asystent sekretarza stanu Stanów Zjednoczonych |

| Nominowany 20 września 1898(dts) |

| Asystent sekretarza stanu Stanów Zjednoczonych |

| Nominowany 7 lipca 1905(dts) |

| Nominowany 5 marca 1905(dts) |

| Doradca Departamentu Stanu Stanów Zjednoczonych |

| Nominowany 23 czerwca 1915(dts) |

| Podsekretarz stanu Stanów Zjednoczonych |

| Nominowany 22 marca 1920(dts) |

| Nominowany 4 marca 1921(dts) |

| Nominowany 16 lutego 1925(dts) |

| Nominowany 5 marca 1929(dts) |

| Nominowany 30 listopada 1944(dts) |

| Podsekretarz stanu Stanów Zjednoczonych |

| Nominowany 2 lipca 1945(dts) |

| Nominowany 8 stycznia 1947(dts) |

| Nominowany 19 stycznia 1949(dts) |

| Zastępca podsekretarza stanu Stanów Zjednoczonych |

| Nominowany 21 kwietnia 1959(dts) |

| Podsekretarz stanu do spraw politycznych Stanów Zjednoczonych |

| Zastępca podsekretarza stanu do spraw politycznych Stanów Zjednoczonych |

| Nominowany 21 stycznia 1969(dts) |

| Zastępca Sekretarza stanu Stanów Zjednoczonych |

| Nominowany 21 września 1973(dts) |

| Podsekretarz stanu do spraw politycznych Stanów Zjednoczonych |

| Nominowany 21 stycznia 1977(dts) |

| Zastępca Sekretarza stanu Stanów Zjednoczonych |

| Podsekretarz stanu do spraw politycznych Stanów Zjednoczonych |

| Podsekretarz stanu do spraw gospodarczych Stanów Zjednoczonych |

| Podsekretarz stanu do spraw politycznych Stanów Zjednoczonych |

| Zastępca Sekretarza stanu Stanów Zjednoczonych |

| Podsekretarz stanu do spraw politycznych Stanów Zjednoczonych |

| Zastępca Sekretarza stanu Stanów Zjednoczonych |

| Podsekretarz stanu do spraw politycznych Stanów Zjednoczonych |

| Zastępca Sekretarza stanu Stanów Zjednoczonych |

| Podsekretarz stanu do spraw politycznych |

| Podsekretarz stanu do spraw bezpieczeństwa Stanów Zjednoczonych |

| Nominowana 17 stycznia 1997(dts) |

| Nominowana 25 stycznia 2005(dts) |

| Podsekretarz stanu do spraw bezpieczeństwa Stanów Zjednoczonych |

| Podsekretarz stanu do spraw politycznych Stanów Zjednoczonych |

| Zastępca Sekretarza stanu Stanów Zjednoczonych |

| dyrektor Instytutu Służby Zagranicznej |

|  |

## Statystyki
Sześciu byłych sekretarzy stanu zostało później prezydentami Stanów Zjednoczonych. Byli to: Thomas Jefferson, James Madison, James Monroe, John Quincy Adams, Martin Van Buren i James Buchanan. Sześciu innych bezskutecznie kandydowało na prezydenta przed lub po objęciu urzędu sekretarza stanu. Byli to: Henry Clay, William H. Seward, James Blaine, William Bryan, John Kerry i Hillary Clinton.
Najdłużej urzędującym sekretarzem stanu był Cordell Hull, który urzędował w sumie 4289 dni.

## Żyjący byli sekretarze stanu
Obecnie żyje siedmioro byłych sekretarzy stanu USA. Najstarszym jest James Baker (urodzony w 1930 roku). 29 listopada 2023 miała miejsce ostatnia śmierć byłego sekretarza stanu Henry Kissingera.
- James Baker (ur. 1930)
- Condoleezza Rice (ur. 1954), dyrektor Hoover Institution
- Hillary Clinton (ur. 1947), kanclerz Queen’s University Belfast
- John Kerry (ur. 1943), wysłannik prezydenta USA do spraw klimatu
- Rex Tillerson (ur. 1952)
- Mike Pompeo (ur. 1963)
- Antony Blinken (ur. 1962)